# 임병기
임병기(任秉基, 본래 1950년 1월 ~ )는 대한민국의 배우이다.

## 생애
- 1968년 연극배우로 첫 데뷔하였고 이듬해 1969년 TBC 동양방송 공채 5기 탤런트로 정식 데뷔하였다.
- 연기자 강인덕과 중학교 동창인 그는 한때 임진일이라는 예명으로 배우 활동하기도 하였다.

## 학력
- 동아중학교 (졸업)
- 금성고등학교 (전학) → 부산동성고등학교 (졸업)
- 서라벌예술대학 문예창작학과 (졸업)

## 출연작

### 텔레비전 드라마
- 《팔배게》 KBS (1978년)
- 《대한국인》 KBS (1979년) - 덕수 역
- 《파천무》 KBS (1980년)
- 《형사》 KBS2 (1981년)
- 《풍운》 KBS1 (1982년) - 남종삼 역, 미야모토 고이치 역
- 《KBS TV 문학관 - 김약국의 딸들》 KBS (1982년) - 김봉룡(김성수 아버지) 역
- 《그 여름의 이틀》 KBS (1982년) - 간수 역
- 《지금 평양에선》 KBS (1982년) - 김평일 역
- 《개국》 KBS (1983년) - 김득배 역
- 《휴전 6.25》 KBS (1984년)
- 《간호병동》KBS (1984년 ~ 1985년)
- 《새벽》 KBS (1985년) - 김 선생 역
- 《님의 침묵》 KBS (1986년) - 경무국 순사 역
- 《노다지》 KBS (1986년)
- 《토지》 KBS (1987년) - 황태수 역
- 《한씨 연대기》 KBS (1988년)
- 《하늘아 하늘아》 KBS (1988년)
- 《지포리에서 생긴 일》 KBS (1989년)
- 《지리산》 KBS (1989년) - 검사 역
- 《역사는 흐른다》 KBS (1989년) - 세르게이 역
- 《여명의 그날》 KBS (1990년) - 양근환 역
- 《TV 손자병법》 KBS (1991년)
- 《3일의 약속》 KBS (1991년) - 김경순의 지인 역
- 《적색지대》 KBS (1992년)
- 《삼국기》 KBS (1992년) - 당 태종 이세민 역
- 《제3공화국》 MBC (1993년) - 김내진 역
- 《먼동》 KBS (1993년) - 사사키 대위 역
- 《당신이 그리워질때》 KBS (1993년) - 장노인 아들 역
- 《청춘극장》 KBS (1993년) - 황감독 역
- 《한명회》 KBS (1994년) - 유수(수양대군의 심복) 역
- 《새야 새야 파랑새야》 MBC (1994년) - 김옥균 역
- 《하늘바라기》 KBS (1995년)
- 《장녹수》 KBS (1995년) - 신수근 역
- 《서궁》 KBS (1995년) - 박승종 역
- 《김구》 KBS (1995년) - 와타나베 역
- 《찬란한 여명》 KBS (1995년) - 세보 이인응(경평군 이호) 역, 황 쭌셴(황준헌) 역(2역 중복)
- 《코리아 게이트》 SBS (1995년) - 문학림 역
- 《검》 KBS (1996년)
- 《용의 눈물》 KBS (1996년) - 박은 역
- 《욕망의 바다》 KBS (1997년) - 정성호 역
- 《삼김시대》 SBS (1998년) - 윤진원 역, 안기부 간부 역(2역 중복)
- 《야망의 전설》 KBS (1998년) - 군 법무관 역
- 《왕과 비》 KBS (1998년) - 유자광 역
- 《태조 왕건》 KBS (2000년) - 신덕 역
- 《소설 목민심서》 KBS (2000년) - 홍낙안 역
- 《명성황후》 KBS (2001년) - 김병시 역
- 《제국의 아침》 KBS (2002년) - 최행귀 역
- 《태양인 이제마》 KBS (2002년) - 조진하 역
- 《야인시대》 SBS (2002년) - 박헌영 역
- 《무인시대》 KBS (2003년) - 전존걸 역
- 《왕의 여자》 SBS (2003년) - 조필두 역
- 《영웅시대》 MBC (2004년)
- 《명동백작》 EBS (2004년) - 구상 역
- 《불멸의 이순신》 KBS (2004년) - 황윤길 역
- 《해신》 KBS (2004년) - 무진주 도독 역
- 《제5공화국》 MBC (2005년) - 이용구 역
- 《신돈》 MBC (2005년) - 이춘부 역
- 《서울 1945》 KBS (2006년) - 아베 노부유키 역
- 《대조영》 KBS 1TV (2006년) - 양소위 역
- 《연개소문》 SBS (2006년) - 이사마 역
- 《거침없이 하이킥!》 MBC (2006년) - 법대 교수 역
- 《왕과 나》 SBS (2007년) - 임사홍 역
- 《천추태후》 KBS 2TV (2009년) - 한언공 역
- 《명가》 KBS 1TV (2010년) - 칠패 대행수 역
- 《프레지던트》 KBS 2TV (2010년) - 김정복 역
- 《광개토태왕》 KBS 1TV (2011년) - 여소이 역
- 《신드롬》 JTBC (2012년) - 이규조 역
- 《아이두 아이두》 MBC (2012년) - 염재성 역
- 《마의》 MBC (2012년) - 알필륭(수보) 역
- 《대왕의 꿈》 KBS 1TV (2013년) - 흥수 역
- 《백년의 신부》 TV조선 (2014년) - 장 집사 역
- 《갑동이》 tvN (2014년) - 경찰서장 역
- 《피노키오》 SBS (2014년) - 연두영 역
- 《징비록》 KBS (2015년) - 김명원 역
- 《그 여자의 바다》 KBS 1TV (2017년) - 박 의원 역
- 《파수꾼》 MBC (2017년) - 국회의원 역
- 《서른이지만 열일곱입니다》 SBS (2018년) - 공우진의 아버지 역
- 《내 뒤에 테리우스》 MBC (2018년) - 정인택 역
- 《보이스 3》 OCN (2019년) - 마키오 역
- 《의사요한》 SBS (2019년)
- 《스토브리그》SBS (2019년)
- 《포레스트》 KBS2 (2020년) - 황 회장 역
- 《태종 이방원》 KBS1 (2021년) - 변안렬 역
- 《아다마스》 tvN (2022년) - 은경구 역

### 연극
- 1985년《대원군》 ... 조선 철종 이변 역(조연)

### 영화
- 《명자 아끼꼬 쏘냐》(1992년)
- 《브라보 마이 라이프》(2007년) - 김종수 역

## 경력
- 2005년 ~ 2006년 KBS 탤런트극회 회장
- 2011년 ~ 한국농어촌사랑 방송예술인공동체 이사장

## 수상
- 2005년 KBS 연기대상 공로상